# All-Star Game de la ABA 1976
El noveno y último  All-Star Game de la ABA de la historia se disputó el día 27 de enero de 1976 en el McNichols Arena de Denver, Colorado. Por primera vez se cambió el formato de enfrentamiento entre dos selecciones de ambas conferencias, pasando a jugarse entre el equipo que en ese momento de la temporada tenía mejor balance de victorias y una selección del resto de equipos de la liga. Los Denver Nuggets, dirigidos por Larry Brown, fueron los elegidos para enfrentarse al ABA All-Stars, con Kevin Loughery, el entrenador de los New York Nets en el banquillo.
La victoria correspondió al equipo de Denver, por 144-138, siendo elegido MVP del All-Star Game de la ABA el base de los Nuggets David Thompson, que consiguió 29 puntos y 8 rebotes. El partido fue seguido en directo por 17.798 espectadores.
En el descanso se organizó, por vez primera en este tipo de eventos, un concurso de mates, en el que participaron cinco jugadores: Artis Gilmore, George Gervin, Larry Kenon, David Thompson y Julius Erving, correspondiendo la victoria a este último.
El partido se prolongó más allá de la medianoche, debido a que los organizadores, además del concurso de mates, programaron previamente un concierto de dos horas de duración a cargo de Glen Campbell y Charlie Rich, ya que no confiaban en llenar el pabellón. Tras el tercer cuarto, fueron muchos los espectadores que se levantaron de sus asientos, perdiéndose el récord de los Nuggets al anotar 52 puntos en el último periodo.

## Estadísticas

### Denver Nuggets
| Denver Nuggets         |                |     |     |     |     |     |     |     |     |     |    |     |
| Jugador                | Equipo         | MIN | TCA | TCI | 3PA | 3PI | TLA | TLI | REB | AST | FP | PTS |
| Ralph Simpson          | Denver Nuggets | 37  | 8   | 15  | 0   | 0   | 3   | 3   | 7   | 5   | 0  | 19  |
| David Thompson         | Denver Nuggets | 34  | 9   | 18  | 0   | 0   | 11  | 13  | 8   | 2   | 4  | 29  |
| Dan Issel              | Denver Nuggets | 31  | 6   | 16  | 0   | 0   | 7   | 9   | 9   | 5   | 3  | 19  |
| Bobby Jones            | Denver Nuggets | 29  | 8   | 12  | 0   | 0   | 8   | 11  | 10  | 3   | 2  | 24  |
| Claude Terry           | Denver Nuggets | 25  | 5   | 12  | 1   | 3   | 3   | 5   | 3   | 3   | 2  | 14  |
| Chuck Williams         | Denver Nuggets | 22  | 2   | 6   | 0   | 0   | 3   | 5   | 1   | 4   | 2  | 7   |
| Byron Beck             | Denver Nuggets | 20  | 6   | 11  | 0   | 0   | 2   | 2   | 4   | 0   | 3  | 14  |
| Gus Gerard             | Denver Nuggets | 17  | 5   | 14  | 0   | 0   | 2   | 2   | 9   | 1   | 5  | 12  |
| Monte Towe             | Denver Nuggets | 11  | 1   | 3   | 0   | 0   | 0   | 0   | 0   | 2   | 0  | 2   |
| Roger Brown            | Denver Nuggets | 9   | 2   | 2   | 0   | 0   | 0   | 0   | 3   | 3   | 1  | 4   |
| James Foster           | Denver Nuggets | 5   | 0   | 3   | 0   | 0   | 0   | 0   | 1   | 0   | 1  | 0   |
| Total                  |                | 240 | 52  | 112 | 1   | 3   | 39  | 50  | 55  | 28  | 23 | 144 |
| Entrenador Larry Brown | Denver Nuggets |     |     |     |     |     |     |     |     |     |    |     |

MIN: Minutos. TCA: Tiros de campo anotados. TCI: Tiros de campo intentados. 3PA: Tiros de 3 puntos anotados. 3PI: Tiros de 3 puntos intentados. TLA: Tiros libres anotados. TLI: Tiros libres intentados. REB: Rebotes. AST: Asistencias.FP: Faltas personales. PTS: Puntos

### ABA All-Star
| ABA All-Star              |                      |     |     |     |     |     |     |     |     |     |    |     |
| Jugador                   | Equipo               | MIN | TCA | TCI | 3PA | 3PI | TLA | TLI | REB | AST | FP | PTS |
| Brian Taylor              | New York Nets        | 29  | 3   | 9   | 0   | 1   | 0   | 0   | 4   | 8   | 3  | 6   |
| Artis Gilmore             | Kentucky Colonels    | 27  | 5   | 7   | 0   | 0   | 4   | 6   | 7   | 1   | 6  | 14  |
| Julius Erving             | New York Nets        | 25  | 9   | 12  | 0   | 1   | 5   | 7   | 7   | 5   | 4  | 23  |
| James Silas               | San Antonio Spurs    | 23  | 6   | 10  | 0   | 0   | 8   | 8   | 0   | 5   | 6  | 20  |
| Billy Knight              | Indiana Pacers       | 23  | 9   | 14  | 0   | 1   | 2   | 2   | 10  | 2   | 3  | 20  |
| Billy Paultz              | San Antonio Spurs    | 20  | 4   | 6   | 0   | 0   | 2   | 2   | 2   | 1   | 1  | 10  |
| Larry Kenon               | San Antonio Spurs    | 20  | 5   | 7   | 0   | 0   | 0   | 0   | 6   | 2   | 5  | 10  |
| Ron Boone                 | Spirits of St. Louis | 16  | 5   | 11  | 0   | 0   | 0   | 0   | 3   | 2   | 1  | 10  |
| George Gervin             | San Antonio Spurs    | 16  | 3   | 13  | 1   | 2   | 1   | 2   | 6   | 1   | 1  | 8   |
| Maurice Lucas             | Kentucky Colonels    | 14  | 2   | 5   | 0   | 0   | 1   | 1   | 5   | 3   | 1  | 5   |
| Don Buse                  | Indiana Pacers       | 14  | 2   | 5   | 1   | 2   | 0   | 0   | 1   | 3   | 0  | 5   |
| Marvin Barnes             | Spirits of St. Louis | 13  | 3   | 5   | 0   | 0   | 1   | 1   | 0   | 1   | 3  | 7   |
| Total                     |                      | 240 | 56  | 104 | 2   | 7   | 24  | 29  | 51  | 34  | 34 | 138 |
| Entrenador Kevin Loughery | New York Nets        |     |     |     |     |     |     |     |     |     |    |     |

MIN: Minutos. TCA: Tiros de campo anotados. TCI: Tiros de campo intentados. 3PA: Tiros de 3 puntos anotados. 3PI: Tiros de 3 puntos intentados. TLA: Tiros libres anotados. TLI: Tiros libres intentados. REB: Rebotes. AST: Asistencias.FP: Faltas personales. PTS: Puntos